# Aszaló
Aszaló (vyslovováno [asaló]) je velká vesnice v Maďarsku v župě Borsod-Abaúj-Zemplén, spadající pod okres Szikszó. Bezprostředně sousedí s městem Szikszó. V roce 2015 zde žilo 1 843 obyvatel. Dle údajů z roku 2001 zde byli 83 % Maďaři a 17 % Romové.
Sousedními vesnicemi jsou Csobád, Halmaj a Kázsmárk, sousedním městem Szikszó.